# Rajka Baković
Rajka Baković, née le 2 septembre 1920 et morte le 29 décembre 1941, était une étudiante croate membre de la Résistance anti-fasciste dans l'État indépendant de Croatie, créé par le Troisième Reich. Sa sœur Zdenka et elle, connues comme les sœurs Baković, utilisent leur maison familiale du 7 rue Nikolićeva à Zagreb comme lieu de rencontre des membres de la Résistance.

## Biographie
Rajka Baković est née à Oruro en Bolivie, dans une famille d'émigrants croates originaires de l'île de Brač. Son père, Franjo Baković et son frère possèdent un hôtel et un magasin. La famille retourne en Yougoslavie en 1921 pour élever leurs enfants : Ivo, Zdenka, Jerko, Mladen et Rajka. Quand Rajka finit l'école élémentaire, la famille déménage à Zagreb, la capitale de la Croatie, où leur père achète un immeuble de trois étages au 25 rue Gundelićeva.
Au lycée, elle entre dans la Ligue des jeunes communistes de Yougoslavie tout comme sa sœur Zdenka et ses deux frères, Jerko et Mladen. Sa famille est très active dans les mouvements de gauche, dont la Ligue des communistes de Yougoslavie et la Fédération des Travailleurs yougoslaves. Rajka se fait rapidement un nom parmi les communistes de Zagreb. L'immeuble appartenant aux Baković devient un lieu de réunion pour les jeunes, les travailleurs et les intellectuels de gauche. À la mort du père en 1939, les Baković connaissent des difficultés financières. Ils achètent un stand à journaux au 7 rue Nikolićeva. En 1941, Rajka s'inscrit en Philosophie à l'Université de Zagreb.
Lorsque la Seconde Guerre mondiale éclate et que la Yougoslavie est envahie par l'Allemagne nazie, Rajka part se cacher sur l'île de son enfance pour échapper aux autorités. En tant que citoyenne italienne, elle était relativement à l'abri. Elle revient finalement à Zagreb, ne pouvant rester sans rien faire face aux informations annonçant les persécutions dont sont victimes les opposants au régime des Oustachis,.
Leur maison familiale devient le centre nerveux de la résistance à Zagreb, utilisée pour l'acheminement des lettres ou des paquets pour l'organisation des réunions. Elle sert aussi de place de ravitaillement à la Ligue des communistes de Croatie pour qui Jerko travaille. Rajka devient courier pour la Résistance et achemine les lettres et paquets jusque Belgrade et d'autres villes en Yougoslavie. Zdenka elle, participe aux actions de la Ligue de jeunesse communiste. Un courrier du comité local de la Ligue communiste de Dalmatie est arrêté. Sous la torture, il révèle l'adresse des Baković, lieu où il livrait ses paquets.

### Arrestation
Le 20 décembre 1941, la police secrète des Oustachis fait irruption chez les Baković et arrêtent Zdenka, Rajka et Mladen. Les deux sœurs sont torturées pour leur faire avouer le nom des membres de leur réseau. Elles sont battues la nuit et renvoyées chez elle la journée, dans l'espoir qu'elles permettent aux Oustachis d'attraper d'autres membres de la résistance, mais les sœurs ne donnant aucun nom. Quand Rajka est ramenée au kiosque familial après trois jours de tortures, elle ne peut même plus se tenir debout seule. Slavka, la bonne des Baković demande à l'un des agents de la laisser ramener Rajka chez elle pour lui faire prendre un bain, sans succès,.

## Mort
Le 24 décembre, après cinq jours de tortures, Rajka est emmenée à l'hôpital. Le lendemain, ne voyant plus sa sœur, Zdenka profite d'un moment d'inattention de ses gardes et se jette du quatrième étage du quartier général de la police secrète des Oustachis rue Zvonimirova où elle est gardée. Elle meurt sur le coup. Sa sœur Rajka meurt de ses blessures le 29 décembre 1941. Zdenka est autopsiée le 27 décembre et Rajka le 29. Le rapport d'autopsie de Rajka évoque, entre autres, « des hématomes sur les membres inférieurs dus aux passages à tabac » et « un hématome au niveau du front ».

## Héritage
Les actes de Rajka et Zdenka Baković, avec Anka Butorac, Ljubica Gerovac, Nada Dimić, Dragica Končar et Nera Šafarić sont commémorés par Sanja Iveković entre 1997 et 2001 dans le Gen XX Project. C'est un magazine dans le style des magazines de publicités de mode utilisant des modèles connus, mais y ajoutant les noms de ces héroïnes oubliées et des informations sur elles,.
À Zagreb, un passage porte leur nom. Il se situe entre les rues Masarykova et Warsaw. Deux bustes des sœurs sont accrochés au mur.